# Хайнлайн, Роберт
Ро́берт Э́нсон Ха́йнлайн (англ. Robert Anson Heinlein; 7 июля 1907, Батлер, Миссури, США — 8 мая 1988, Кармел-бай-те-Си, Калифорния, США) — американский писатель, сценарист и футуролог, один из крупнейших писателей-фантастов, во многом определивший лицо современной научной фантастики. Его называют «деканом писателей-фантастов».
Родился в религиозной многодетной семье малого достатка. Окончил Военно-морскую академию США, в 1934 году комиссован из-за заболевания туберкулёзом. Неудачно вложив средства в серебряный рудник, в 1936—1939 годах Хайнлайн занимался организацией выборов и политическим активизмом леволиберальной ориентации в Калифорнии. Имея писательские амбиции, в 1938 году он начал написание романа «Нам, живущим», не принятого к публикации. Дебютировал в журнале фантастики Astounding в 1939 году, создав за следующие три года 28 рассказов и два романа, публикуемых с продолжением («Дети Мафусаила» и «Там, за гранью»). Хайнлайн, продолжив традиции Уэллса, быстро приобрёл репутацию «фантаста № 1 Золотого века». Многие сюжетные идеи и фантастические допущения ранних произведений писателя были подсказаны редактором Джоном Кемпбеллом.
В 1942—1945 годах Хайнлайн служил инженером в научно-исследовательской лаборатории ВВС в Филадельфии, и с конца 1945 года вернулся к литературной деятельности. Его произведения впервые стали печататься в глянцевых журналах (в том числе The Saturday Evening Post), гарантирующих высокие гонорары. В начальный период литературной деятельности он активно экспериментировал с формой и содержанием своих произведений, публикуясь под псевдонимами Энсон Макдональд и Лайл Монро. В 1947 году издательство Scribner’s, осваивая новый рынок подростковой фантастики, предложило Хайнлайну контракт, в рамках которого он создал 12 романов так называемой «ювенильной серии». Дебютный роман — «Ракетный корабль «Галилео»» — стал основой сценария фантастического фильма «Место назначения — Луна» (1950). Далее Хайнлайн постепенно расширял границы детско-подростковой фантастики: «Космический кадет» (1948) отражал собственный опыт обучения в военной академии, откровенно назидательный и просветительский «Астронавт Джонс» (1953), «Гражданин Галактики» (1957), содержащий отсылки к произведениям Киплинга. Вне ювенильной серии Хайнлайн написал ещё несколько романов, в том числе «Дверь в лето» (1957) и «Звёздный двойник» — первый роман Хайнлайна, удостоенный премии «Хьюго» (1956). В 1959 году роман «Звёздный десант» отвергла редакция и писатель окончательно вернулся к «взрослому» амплуа.
«Звёздный десант» удостоился премии «Хьюго» (1960), стал очень популярен в мире (на его основе разработана настольная игра, а в 1997 году вышла экранизация), но принёс Хайнлайну славу милитариста и чуть ли не ультраправого. Третья премия «Хьюго» (1962) досталась писателю за роман «Чужак в чужой стране», посвящённый судьбе землянина, воспитанного марсианами. Роман стал популярен в контркультурной среде и общинах хиппи, хотя некоторые критики и исследователи считали, что «Чужак…» — наименее репрезентативное для творчества Хайнлайна произведение. В 1960-х годах писатель продолжал активные эксперименты, создав «Дорогу славы» (1963), написанную в жанре «меч и магия»; роман о чёрном расизме «Свободное владение Фарнхэма» (1964) и либертарианское повествование о революции «Луна — суровая хозяйка» (1966), также удостоенное премии «Хьюго». Со второй половины 1960-х годов Хайнлайн постепенно стал отказываться от жанровых клише и линейных сюжетов, создавая объёмные многоплановые произведения, в которых заметно влияние постмодернизма и магического реализма. Таковы: «Не убоюсь я зла» (1970), «Достаточно времени для любви» (1973), «Число зверя» (1980), «Кот, проходящий сквозь стены» (1985), «Уплыть за закат» (1987). В этих романах постепенно кристаллизовалась концепция «мира как мифа», что предполагало использование персонажей и сюжетных линий всех предыдущих произведений Хайнлайна. В данный цикл не входили «Фрайди» (1982) — роман об искусственном человеке, связанный сюжетно с ранней повестью «Бездна» (1949), и антирелигиозная сатира «Иов: Комедия справедливости» (1984), удостоенная премии «Локус». В 2012 году было завершено полное собрание сочинений Хайнлайна в 46 томах, включавшее издание переписки и киносценариев; опубликована его первая утопия «Нам, живущим» и черновой вариант «Числа зверя» — «Погоня за панкерой».
В англо-американской литературной традиции Роберта Хайнлайна вместе с Артуром Кларком и Айзеком Азимовым относят к «Большой тройке» писателей-фантастов, ставя его на первое место. Хайнлайн — единственный писатель, получивший премию «Хьюго» за пять романов. Хайнлайн являлся почётным гостем на трёх всемирных конвентах научной фантастики (1941, 1961, 1976). По опросам, проводимым журналом «Локус» среди читателей, Роберт Хайнлайн в 1977, 1988 и 1999 годах признавался лучшим автором-фантастом. В честь писателя названы астероид и кратер на Марсе.

## Биография

### Годы становления (1907—1925)

#### Генеалогия. Рождение
Основателем рода являлся немец Матиас Хайнляйн (нем. Mathias Heinlein), который в 1754 году вместе с женой Анной Хейслер, сыном и двумя дочерьми перебрался в Пенсильванию, где скончался в 1761 году. Его сын Йохан Георг (нем. Johan Georg Heinlein, 1742—1805) вступил в брак с Сарой Дайксон из округа Бакс. В 1777 году Джордж Хайнлайн, как он стал именоваться в Америке, вступил в Даремское ополчение и во время Войны за независимость дослужился до капитана. Ветвь, породившая будущего писателя, происходила от третьего ребёнка и второго сына Джорджа — Лоренса Хайнлайна (1768? — 1832), который переселился в Огайо. Прадед Хайнлайна — Лоренс-младший (1828—1901), после Гражданской войны обосновался во вновь основанном рыночном городе Батлер (штат Миссури), что в 128 километрах от Канзас-Сити; его сын Сэмюэл (1853—1919) работал в Канзас-Сити коммивояжёром. Отец — Рекс Айвор Хайнлайн (1878—1959) был знаком со своей невестой Бем Лайл (1880—1976) со времён обучения в городской «Академии»; он участвовал в испано-американской войне, получив тяжёлое ранение. Свадьба Рекса Хайнлайна и Бем Лайл прошла в ноябре 1899 года, молодые поселились в доме тестя — доктора Альвы Лайла; Рекс устроился бухгалтером у своего неженатого и бездетного дяди Оскара. Старший сын Лоуренс появился на свет в 1900 году, далее последовал сын Рекс Айвор (1905). 7 июля 1907 года родился сын, названный Роберт Энсон в честь своих прадедов по материнской линии.

#### Ранние годы (1907—1919)
Рекс Хайнлайн-старший, получив должность в Мидлендской компании сельскохозяйственных машин в Канзас-Сити, в 1907 году перевёз к себе семью, включая новорождённого Роберта. Супруга Бем возвращалась в дом своего отца на время родов: в 1909 году у неё появилась дочь Луиза, а затем сын Джесси Клэр (1912), дочь Роуз Элизабет (1918) и последняя дочь Мэри Джин (1920). Далее девять членов семьи вселились в тесный съёмный дом с двумя спальнями. До кончины деда Альвы Лайла в 1914 году дети Хайнлайнов ездили к нему в Батлер на летние каникулы; семейное предание гласило, что старый врач выделял Роберта больше других внуков, брал с собой, когда отправлялся к пациентам, научил играть в шахматы и привил ему любовь к чтению и точным наукам. После кончины деда Роберт всё чаще оказывался предоставлен самому себе. Во время летней жары 1914 года семилетний Роберт по ночам бродил по парку голым, играя там в Тарзана. Родители были набожными, Рекс даже стал диаконом в Методистской Епископальной церкви, и детям они с Бем давали строгое, пуританское воспитание (сам Хайнлайн аттестовал себя их «выдающимся провалом»). Впрочем, в семье много читали и интересовались политикой, хотя Бем были близки демократы, а Рексу — республиканцы, он также состоял на низовых должностях в организации Пендергаста. Роберт выделялся отличной памятью и способностями, сохраняя непрерывные воспоминания с пяти лет, в частности, на него огромное впечатление оказали новости о гибели «Титаника» и одно из последних представлений Буффало Билла.
После переезда в просторный дом на Восточной тридцать седьмой улице семилетнего Роберта отдали в Гринвудскую школу. Он к тому времени освоил грамоту и читал сказки Фрэнка Баума и фантастику Роя Роквуда. Все дети Хайнлайнов учились отлично и от них дома ожидались высокие результаты. По причине бедности отца предполагалось, что всем братьям и сёстрам предстояло зарабатывать самостоятельно: Лоуренс работал ежедневно с 12-летнего возраста. С четвёртого класса Роберт по вечерам продавал напитки и закуску в кинотеатре, а потом с приятелем арендовал электрический пылесос и предлагал свои услуги; зимой 1917—1918 года разносил газеты. В 1917 году отец разорился окончательно; Роберт к тому времени сам зарабатывал себе на одежду, деньги на проезд и школьные учебники. К 15-летнему возрасту он стал полностью самостоятельным. Работая по 22 часа в неделю, он сумел закончить Центральную среднюю школу Канзас-Сити полностью на отличные оценки и даже выкраивал время на химические опыты в подвале и дома, а затем увлёкся фехтованием. Зимой 1918—1919 года Боб Хайнлайн переболел испанским гриппом и тифом (от этого последнего умерла школьная учительница). В школе его более всего привлекали астрономия и фантастика; любимыми авторами стали Жюль Верн и Эдгар Берроуз (а также Персиваль Лоуэлл), из более серьёзных — Марк Твен, Конан Дойл и Джером Джером. По мере возмужания, к 1920 году к ним добавились Герберт Уэллс и Томас Гексли.

#### Средняя школа (1919—1925)
Получив наследство, в 1919 году Рекс Айвор купил первый собственный дом, по-прежнему слишком тесный для семьи из девяти человек. 12-летний Роберт поступил в экспериментальную Центральную среднюю школу и даже стал скаутом и членом стрелкового клуба — оружием увлекались все мужчины Хайнлайны. Школа располагалась далеко от дома: во время часовых переездов на трамвае Роберт учил уроки латыни и французского, весьма фундаментальными были также курсы алгебры, геометрии и всемирной истории. Благодаря атлетическому сложению Роберт позировал за деньги в школе рисования. Он также вступил в клуб астрономов и к 15-летию отошёл от религии, увлёкшись социализмом: круг чтения составляли теперь Джек Лондон, Эптон Синклер и Эдуард Беллами. В начале 1920-х годов он брался за любую работу, брат Лоуренс учил водить машину и стрелять из автомата Томпсона. На Рождество 1922 года Хайнлайна устроили в справочный отдел Публичной библиотеки Канзас-Сити за 9 долларов 50 центов в неделю (29 часов занятости), где на него произвели впечатление труды по эволюционной теории, а также философия Платона и Шопенгауэра. По собственным словам, ему удалось «побаловаться Эйнштейном и Фрейдом».
Перейдя в выпускной класс Центральной средней школы Канзас-Сити Хайнлайн окончательно решил стать астрономом, при этом семья не могла оплачивать ему высшего образования (отец и мать хотели, чтобы он стал медиком). Естественным выходом казалось поступление в военное учебное заведение: Военно-морская обсерватория США являлась одним из самых престижных научных учреждений в мире, а кадетам полагалась стипендия. Для допуска к вступительным экзаменам нужно было заручиться поддержкой одного из конгрессменов или сенаторов. В июле 1923 года Роберт уволился из библиотеки и уже 1 августа написал в Бюро навигации ВМФ и канцелярию военного ведомства. Сначала он получил ответ, что вакансий не предвидится до 1927 года (вдобавок его старший брат уже обучался в Академии Аннаполиса); в следующие два года Хайнлайн обращался к десяткам лиц и учреждений за рекомендациями. Летом 1923 года Хайнлайн прошёл военные сборы в гражданском тренировочном лагере Форт Ливенворта, где даже получил подработку. В 1924 году Роберт обратился к бывшему мэру Канзас-Сити, ставленнику Пендергаста сенатору Джеймсу А. Риду; Рид получил сотню писем от желающих поступить в академию Аннаполиса — пятьдесят от конкретных лиц и пятьдесят от одного Хайнлайна. В том же году он завершил полугодовое обучение в Корпусе подготовки офицеров запаса с отличием в звании штаб-сержанта, о чём писали в газете Kansas City Star. Напористость юноши не единожды отталкивала от него окружающих. Среднее образование он завершил с отличием; биограф Джеймс Уильям Паттерсон подчёркивал, что Роберт возглавлял школьный Шекспировский клуб и ежегодно участвовал в литературном конкурсе, но без всякого успеха: школьное руководство ожидало, что его портрет «украсит обложку Scientific American». Вслед за братом Лоуренсом Хайнлайн вступил в Национальную гвардию Миссури, где сразу получил звание капрала и был направлен в Форт Ливенворт: предполагалось, что перспективные офицеры на практике ознакомятся со многими военными специальностями. Осенью 1924 года, ожидая вакансии в Аннаполисе, Роберт Хайнлайн поступил на инженерную специальность в Университете Миссури, не оставляя ночной работы, ибо копил деньги на переезд. На рождественском балу 1925 года в Корпусе подготовки офицеров спутницей Роберта была Элинор Керри, с которой он познакомился, когда они возглавляли команды по дебатам конкурирующих школ. Её отец взял Хайнлайна временным сотрудником почты Канзас-Сити для сортировки рождественских посылок за 5 долларов 25 центов в день.

### Служба на флоте (1925—1932)

#### Военно-морская академия
7 января 1925 года Хайнлайн получил из Аннаполиса телеграмму о зачислении курсантом в звании мидшипмена. 18 февраля об этом было объявлено в Kansas City Star, а само зачисление прошло заочно 5 июня; Канзас-Сити Роберт покинул только через три дня. Медицинское обследование ему провели в Чикаго на военно-морской станции Великих озёр. Во время обучения в академии Хайнлайн жил в Банкрофт-Холле — общежитии курсантов, комнаты которых предназначались для двух человек. Раз в году соседа можно было поменять. День курсантов был расписан от подъёма в 6:30 утра до вечернего отбоя в десять часов; повсюду они ходили строем. Поскольку спортивные занятия были обязательны, Хайнлайн, сдав общие зачёты по боксу и борьбе, избрал фехтование, специализируясь на шпаге. Стипендия курсанта составляла 2 доллара в месяц, иногда некоторые суммы присылали родители, но это было недостаточно, чтобы накопить 1000 долларов на выпускную парадную форму, включающую кортик и треуголку. Интеллектуальные запросы компенсировались служебным заданием — выпуском еженедельного журнала Академии, который печатался каждую пятницу тиражом 6500 экземпляров. Большинство предметов относилось к инженерному циклу, гуманитарные науки сводились к изучению языков и обширному самостоятельному чтению, а также обязательным этикету и танцам. Во время майского отпуска 1926 года случилась трагедия: семилетняя сестра Роуз Бетти выпала из семейной машины (за рулём был отец) и умерла от полученных травм. Другой тяжёлой потерей стала смерть в 1928 году одноклассницы Элис Макби, с которой Роберт переписывался и намеревался сделать ей в следующий отпуск предложение. Хайнлайн даже испытывал суицидальные настроения.
Роберт Хайнлайн трижды проходил практику — на линкорах «Юта» (плавание до Гаити летом 1926 года, когда Боб заболел цингой), «Оклахома» (1927 год, с переходом через Панамский канал до Сан-Диего) и «Арканзас» (1928 год, плавание до Гуантанамо). В 1927 году он стал чемпионом Академии по фехтованию, что удостоверялось медалью. На выпускном курсе друг Барет Лэнинг подарил Роберту книгу Кейбелла «Юрген. Комедия справедливости», оказавшую существенное воздействие на его мировоззрение. Лэнинг же обучил Роберта гипнотизировать людей. Главной заботой стал заработок: он подрабатывал натурщиком у художника в Уэстпорте и даже снялся для рекламы «Кока-колы» (по состоянию на 2013 год ни одна не идентифицирована). В январе 1929 года Хайнлайн был назначен старшиной курса и знаменосцем на парадах. Перед выпуском оказалось, что Военно-морская академия получила право на стипендию Родса, первым кандидатом на которую рассматривался Роберт. В его переписке об этом нет ни слова, только записи в личном деле; вероятно, он стремился стать астрономом. В 1929 году Хайнлайн успешно окончил обучение двадцатым в рейтинге из 243 курсантов и получил звание энсина; в торжественных мероприятиях он не участвовал.

#### Действительная служба, две женитьбы и отставка
Роберт Хайнлайн получил назначение на новый авианосец ВМС США «Лексингтон». 21 июня 1929 года Роберт вступил в скоропалительный брак с Элинор Керри в Платт-Сити, не сообщив об этом своим родным. Элинор не хотела покидать Миссури и увольняться из фирмы «Белл», в которой получила работу, более того, она изменила Роберту прямо во время медового месяца. 24 июня Хайнлайн отказался от стипендии Родса — её соискатели не могли состоять в браке. 31 июля ему было отказано в обучении на лётчика из-за недостаточной остроты зрения. На авианосце Роберт служил офицером-практикантом, который на три месяца по ротации должен был отвечать за артиллерию, техническое состояние и радиосвязь. Значительную часть жалованья он отправлял Элинор, которая лишилась работы и жила у своих родителей. Авианосец базировался в Сан-Педро — порту Лос-Анджелеса, и офицеры были вхожи в круги городской элиты и котировались в Голливуде (Боб познакомился с Барбарой Стэнвик, с которой общался примерно до 1935 года). В мае — июне 1930 года Хайнлайна командировали в Лонг-Айленд-Сити для обучения в артиллерийской школе на инженера-эксплуатационника электромеханической расчётной машины, и снял квартиру в Гринвич-Виллидж, погрузившись в жизнь артистической богемы. Элинор вновь не захотела приехать к нему. Вторую половину 1930 года авианосец базировался в Лонг-Бич, а Хайнлайн служил помощником электрика артиллерийской батареи. 15 октября 1930 года Элинор получила развод, а Роберт встречался с дочерью своего капитана Кинга и увлёкся журналом Amazing Stories, особенно высоко оценивая творчество «Дока» Смита. Далее Хайнлайна поставили ответственным за судовую газету «Лексингтон обсервер». В июле 1931 года энсина официально перевели в подразделение управления огнём. Перед этим авианосец побывал на учениях у побережья Перу и Эквадора. Год оказался нелёгким: Роберт постоянно страдал от простудных заболеваний и инфекции простаты.
В январе 1932 года Роберт познакомился с Леслин Макдональд, которая тогда работала учительницей в школе, получила магистерскую степень, публиковала стихи и даже выступала на театральной сцене. Брак оказался столь же скоропалительным (заключён 28 марта), что и первый, но Леслин согласилась последовать за Робертом в штат Вашингтон, где ремонтировался авианосец. Леслин приохотила Хайнлайна к учению П. Д. Успенского, а сам он вступил в только что основанное Американское межпланетное общество. 6 июня 1932 года Роберт получил звание младшего лейтенанта и был переведён на эсминец USS Roper как артиллерийский офицер. На медицинском осмотре 16 декабря 1932 года ему был поставлен диагноз «туберкулёз» (годом ранее им заболел и брат Рекс Айвар). Для лечения Роберту в феврале 1933 года дали трёхмесячный отпуск, затем продлив его. 20 августа 1933 года он прошёл медкомиссию в Сан-Диего и был направлен для официального освидетельствования в Денвер. Далее последовало осложнение простатита, который врачи признали гонореей; измученный лихорадкой и постельным режимом Хайнлайн «в виде умственного упражнения» изобрёл водяной матрас. Только 20 января 1934 года Хайнлайн попал в руки специалиста, который обнаружил у него кисту в мочевом пузыре и немедленно её прооперировал. 22 марта 1934 года младший лейтенант Хайнлайн был приказом Военно-морского министерства отправлен в почётное увольнение с пенсионом. Предстояло искать место в гражданской жизни, и Роберт рискнул сбережениями для разведки заброшенных серебряных шахт близ Денвера. В мае он поехал в родительский дом вместе с Леслин, чтобы попытаться убедить Пендергаста вложиться в предприятие. Жена Роберта пришлась по душе всем родным, супругам даже выделили отдельную комнату. В Канзас-Сити стояла рекордная жара (три месяца температура держалась на уровне 37 °C), пришлось срочно возвращаться в Денвер. 1 августа Хайнлайна признали неизлечимым инвалидом и присудили пенсию в размере двух третей лейтенантского оклада; все остальные денежные резервы были истрачены на геологическую авантюру.

### Поиски жизненного призвания (1932—1939)
В Лос-Анджелесе Роберт и Леслин поселились в Западном Голливуде. Хайнлайн, решившись завершить высшее образование, обнаружил, что Аннаполиская академия не присваивала степеней, приравненных к общеакадемическим. Роберт устроился вольнослушателем в Калифорнийском университете, но понял, что его не устраивает формат занятий. Болезни не отпускали его, а сверх пенсии было необходимо самостоятельно зарабатывать. Хайнлайны приняли участие в праймериз Демократической партии 28 августа 1934 года, на которых кандидатом в губернаторы выдвинули Э. Синклера; популярностью пользовалось и его движение «Покончим с бедностью в Калифорнии!» (EPIC). Со временем у этой организации стало около 2000 отделений и два миллиона членов из тогдашнего шестимиллионного населения Калифорнии. Поскольку в прессе началась «грязная» кампания против Синклера, интеллектуал Хайнлайн предложил свои услуги штабу EPIC. Его избрали в совет демократического клуба Западного Голливуда. Работа наблюдателем на выборах губернатора 5 ноября оказалась опасной: конкуренты открыто угрожали, пришлось вызывать полицию и адвоката. Синклер эти выборы проиграл и отошёл от активной политики.
Политическая карьера Роберта Хайнлайна развивалась следующим образом: в 1935 году он организовывал выборы в Третьем избирательном округе Империал-вэлли и стал главным редактором газеты «Конец бедности», освещавшей ход городских выборов. В том же году он устроился в правление Лиги борьбы с бедностью и состоял в оргкомитете первого съезда EPIC, на котором вместе с С. Клейном и Л. Бейли представил проект конституции движения. В 1936 году он был избран кандидатом по 59 округу от Демократической партии. Хайнлайна даже назначили в центральный комитет Демократической партии в штате, где он возглавил отдел ветеранов. Вместе с Леслин они работали в редакции «Голливуд ситизен ньюс». В 1937 году Роберт состоял в окружном комитете по расследованию забастовки при строительстве водовода Сан-Джасинто. В августе его выдвинули на должность председателя организации Демократической партии. Однако выборы 1938 года оказались ещё более провальными, чем в 1936 году. Хайнлайн выступал как левый демократ в консервативном округе, республиканским оппонентом были использованы нечестные приёмы. Против Роберта работало неудачное совпадение фамилии с видным судетским нацистом Конрадом Генлейном. Для Хайнлайна всё осложнялось семейными проблемами: его отец вышел на пенсию в 1937 году и погрузился в тяжёлую депрессию, и Бем перевезла мужа и 18-летнюю дочь Мэри Джин в Голливуд. Вероятно, некоторое время они прожили у Роберта и Леслин в тесном доме на Lookout Mountain Avenue в Лорел Каньоне.
Провал политической карьеры (Демократическая партия начала борьбу с левыми элементами в своих рядах) принудил Хайнлайна искать нового заработка, не сопряжённого с рутиной: он откровенно писал, что не хотел получать диплома об образовании, чтобы потом преподавать в школе или по расписанию ходить на работу в офис или на завод. Накануне ухода из партии Хайнлайн увидел объявление из фантастического журнала Wonder Stories, оказалось, что новый редактор Astounding Science Fiction Джон Кемпбелл ещё в июле объявил бессрочный конкурс для новых и подающих надежды авторов. Впрочем биограф У. Паттерсон полагал, что история с объявлением была разновидностью авторской мифологии: Хайнлайн уже получил немалый журналистский опыт, и, скорее всего испытывал определённые литературные амбиции, хотя бы на уровне макулатурных журналов. Среди друзей Леслин и Роберта были сотрудники подобных журналов, из переписки известно, что он ещё в период подготовки выборов читал литературу по писательскому мастерству и записывал сюжетные идеи. Немалым стимулом оказался и фильм «Облик грядущего» по сценарию Герберта Уэллса. Когда Леслин легла в больницу из-за аппендицита в начале ноября 1938 года, Роберт начал написание своего первого романа «Нам, живущим» — утопию в духе Беллами. Оказалось, что Хайнлайн усидчив, работая над текстом ежедневно вплоть до конца рождественских праздников, а написание текста давалось ему легко. В январе 1939 года Хайнлайн увлёкся «Общей семантикой» Коржибского, впервые побывав на его семинаре. Впрочем, основным заработком ещё оставался политический активизм: последней оплачиваемой кампанией стали призывы к консервации месторождений нефти в Калифорнии во второй половине 1939 года.

### Профессиональный писатель (1939—1988)

#### Кемпбелл иAstounding
Попытка организовать издание романа стала для Роберта Хайнлайна неудачей: издательства отказывались работать с неформатным текстом, несмотря на многолетние попытки переговоров. Единственным выходом стали публикации в макулатурных журналах, число которых росло и редакции которых постоянно искали новых авторов. Леслин по просьбе Роберта предложила несколько возможных сюжетов, из которых он остановился на истории о машине, предсказывающей смерть человека. В апреле 1939 года за четыре дня был оформлен рассказ «Линия жизни». Судя по переписке, в те дни Хайнлайн более всего беспокоился, является ли написанный им рассказ фантастическим или фэнтезийным. Рукопись он отправил Джону Кемпбеллу в Astounding, сопроводив бандероль чеком на её возврат. Через две недели последовал ответ, что рассказ принят; гонорар составил 70 долларов. Удачный опыт показал 31-летнему Хайнлайну, что перед ним открывается вполне реальная карьера. Кемпбелл заинтересовался новым автором, однако отклонил следующий рассказ. Начинающий писатель быстро исправил текст по высказанным замечаниям, и он вышел под названием «Неудачник». Далее, когда редактор отклонил сразу две рукописи, Хайнлайн по примеру Синклера Льюиса разработал карту-схему событий, разворачивающихся в его фантастическом мире. На тот момент он ещё активно искал стиль и творческую манеру. В одном из писем к Кемпбеллу Роберт утверждал, что в состоянии писать от трёх до шести страниц за раз, но садится за письменный стол уже полностью разработав сюжет и персонажей, которые появлялись после обсуждений с Леслин. В августе 1939 года Хайнлайн завершил повесть «Если это будет продолжаться…» об антиутопической Америке, захваченной религиозными фанатиками. Кемпбелл высоко оценил реалистичность повествования и тщательно проработанный фон действия. Тогда же Джон Вуд Кемпбелл решился принять и несколько рассказов Хайнлайна, которые ему не понравились, но читатели охотно их восприняли. Тогда же состоялось знакомство по переписке с Азимовым — тоже автором из редакции Кемпбелла. Рассказ «Да будет свет» Хайнлайн пустил в журнал Astonishing and Super Science Stories под псевдонимом Лайл Монро, который использовался для «сомнительных» с точки зрения формата произведений. Одновременно в Astounding пошёл рассказ «Утраченное наследие» — и был отвергнут, так как Кемпбелл счёл его «историей о сверхчеловеке». Несмотря на трения, Хайнлайн неоднократно заявлял, что Astounding — наилучшая платформа, обеспечивающая ему стабильный заработок и творческую свободу. Он начал первые эксперименты с научно-технической фантастикой — «Взрыв всегда возможен» (навеянный посещением циклотрона Колумбийского университета) и «Дороги должны катиться». Роберт Хайнлайн отныне зарабатывал на жизнь исключительно писательским трудом.
В течение 1939 года в доме Хайнлайнов стихийно возникло литературное общество «Mañana», в которое входили Джек Уильямсон, Клив Картмилл, Энтони Бучер, Генри Каттнер с женой Кэтрин Мур, и даже 19-летний фанат Рэй Бредбери, который ещё не опубликовал ни одного произведения. Иногда приходили Лафайетт Хаббард и Лайон Спрэг де Камп, Ли Брэккет, Джон Парсонс, и другие лица. Хайнлайн терпеливо работал с Бредбери, критикуя его первые вещи и в конце концов добился его первой публикации в журнале Script. Бредбери даже заявил, что именно Хайнлайн «вывел его в люди».
На лето 1940 года чета Хайнлайнов запланировали путешествие в Чикаго и Нью-Йорк на ряд литературных мероприятий и семинар Коржибского. Купить подержанную машину и оплатить расходы позволила фэнтезийнная повесть «Корпорация „Магия“». Две недели Роберт и Леслин провели в нудистском лагере в Нью-Джерси, побывали на военной игре писателя Флетчера Прэтта (там состоялось личное знакомство с Кемпбеллом). В Вашингтоне супруги были допущены в Палату представителей. На семинаре Коржибского Роберт получил VIP-статус; во время поездки Роберт работал над повестью о завоевании США японцами. По этому сюжету Кемпбелл дал ряд советов и получился роман «Шестая колонна», принятый к печати с продолжением под псевдонимом Энсон Макдональд. В Джексоне Хайнлайны познакомились с «Доком» Смитом, при посредничестве которого купили седан «Шевроле» за 585 долларов. Путешествие закончилось 23 августа 1940 года. 30 октября в Пасадене давал автограф-сессию Герберт Уэллс, с которым Роберт увиделся единственный раз в жизни, надписав экземпляр романа «Когда Спящий проснётся» 1910 года издания. Британский классик назвал своего поклонника «лейтенантом Хайнлайном».
В первой половине 1941 года Хайнлайн писал по заказу Кемпбелла повесть о заблудившемся корабле поколений. Далее вместе с другом Б. Корсоном Роберт построил себе кабинет-студию (на месте гаража), где смог заняться ню-фотографией (в поисках моделей помогала Леслин). Обнажённый фотопортрет одной из натурщиц — Санрайз Ли — висел в кабинете Хайнлайна до конца его жизни. Далее брат Лоуренс попросил у него 100 долларов в долг и Роберт срочно написал рассказ «…А ещё мы выгуливаем собак». В майском номере Astounding была напечатана хронология «Истории будущего» и повесть «Никудышное решение» (под именем Энсон Макдональд) — о применении радиоактивной пыли как оружия массового поражения. Роберт заканчивал и роман «Дети Мафусаила», за которым последовала повесть «По пятам». В этот период Кемпбелл стал первым читателем Хайнлайна, который неизменно предлагал правки и предложения; Леслин не оставляла политического активизма и меньше помогала мужу. Летом 1941 года писателя пригласили в качестве почётного гостя на третий Всемирный конвент научной фантастики (Worldcon-41), проходивший в Денвере; это совпало с очередным семинаром Коржибского. В осенней переписке 1941 года Джон Кемпбелл заявил, что именно Хайнлайн сумел реализовать его творческую формулу: «чувства в научно-фантастическом антураже, а не беллетризированная наука». Кемпбелл хотел фантастических произведений, которые читались бы и спустя сто лет, но не имел таланта. 1 декабря Хайнлайн закончил рукопись романа «Там, за гранью».

#### Война
7 декабря 1941 года по радио сообщили о японском нападении на Перл-Харбор. Хайнлайн немедленно позвонил в отдел кадров военно-морского округа Сан-Диего: на Гавайях служил его друг Кэл Лэнинг, на Филиппинах проживали сестра Леслин, её шурин и двое племянников. Однако начальство не заинтересовалось отставным инвалидом. В январе 1942 года бывший сослуживец и однокашник — лейтенант-коммандер Скулс — предложил Хайнлайну службу в Научно-исследовательской лаборатории ВМФ при Филадельфийской военно-морской верфи. Леслин тоже подала заявку на авиазавод по специальности «клепальщица». В буквальном смысле на следующий день Хайнлайны выехали на машине в Вашингтон, чтобы решать вопросы с документами на месте, попутно побывали в Филадельфии (Роберт рекомендовал Спрэг де Кампа и Азимова), и надолго обосновались у Кемпбеллов в Уэстфилде. Леслин слегла с приступом желчекаменной болезни. Пока тянулись бюрократические формальности, в апреле началась журнальная публикация «Там, за гранью», а Хайнлайн написал рассказ «Неприятная профессия Джонатана Хога». 2 мая 1942 года Хайнлайн был принят помощником инженера-механика второго разряда в инженерном подразделении авиазавода ВМФ; Де Кампа зачислили в тот же отдел 11 мая.
Сотрудники лаборатории разрабатывали методы борьбы с обледенением самолётов на больших высотах и испытывали компенсирующие гермокостюмы. Хайнлайн работал в техническом обслуживании барокамеры и руководил монтажом и эксплуатационными испытаниями холодильной камеры; отдельно он просил прекратить выплату ему военной пенсии. Далее его перевели в отдел кадров, где он вербовал перспективных фантастов с техническим образованием. Здесь он обнаружил, что в Пенсильвании женщины не допускаются в технические школы и даже устроил скандал президенту университета. 14 мая к работе в лаборатории приступил и Айзек Азимов. Далее всех троих перевели в отдел пластмасс и клеев, а Леслин после обучения стала контролёром по работе с персоналом. В марте 1943 года Хайнлайну повысили жалованье до 3200 долларов в год; но он с ноября 1943 по январь 1944 года провёл на больничном, страдая от почечного заболевания и болезни спины, далее к нему добавился геморрой, приведший к абсцессу и трём операциям. Леслин из-за перегрузки на работе и обстановки дома начала регулярно выпивать. Когда Роберт вышел на службу, Леслин перевели управляющей персоналом механического цеха, где работало около шестисот человек. В августе случился скандал, когда на техприёмке Хайнлайн отказался подписывать фальсифицированные результаты экспериментов. Кемпбелл, работавший тогда в секретном проекте Калифорнийского университета, хлопотал о его переводе в отдел новых технологий Национального исследовательского комитета обороны, но неудачно. В октябре в отдел пришла лейтенант-химик Вирджиния Дорис Герстенфельд (родилась 22 апреля 1916 года в Бруклине), которую Роберт с Леслин в первый же день пригласили на ужин, а затем Хайнлайн сумел «пробить» ей жильё в центре города. У Вирджинии тогда был жених, служивший на Тихом океане. Джинни (мать никогда не называла её полным или вторым именем) стала работать с Робертом над предотвращением возгораний плексигласа на полевых ангарах для B-29. Это совпало с ухудшением отношений Роберта и Леслин; впрочем, это не помешало Хайнлайнам стать крёстными родителями для дочери Джона и Доньи Кемпбеллов, названной Леслин.
23 августа 1945 года Роберт и Леслин уволились с верфи и покинули Филадельфию на «Шевроле». Накануне Хайнлайн попрощался с Джинни («Он оставил меня на углу улицы… с поцелуем на устах. Наш первый поцелуй»). В Санта-Фе они встретились с Робертом Корногом, занятым в Манхэттенском проекте: Хайнлайн узнал, что пользуется немалым авторитетом в среде учёных. 11 сентября супруги вернулись в Лос-Анджелес, где Роберт рассчитывал организовать частный проект лунной ракеты на основе широкомасштабной кооперации учёных и бизнесменов. Возобновилось и знакомство с Джоном Парсонсом; осенью в дом Хайнлайнов вселился Хаббард, находившийся на излечении. Роберт думал о работе с ним в соавторстве и предлагал доработать «Нам, живущим». Впрочем, в начале 1946 года они разъехались: у Леслин с Рональдом вспыхнул роман. Хаббард перебрался в дом Парсонса в Пасадене, где базировалось отделение Ордена тамплиеров и служились гностические мессы по ритуалу Кроули. Впрочем, именно Хаббард познакомил Хайнлайна с его многолетним литературным агентом — Лертоном Блэссингеймом. Явно наметился и разрыв с Кемпбеллом: Хайнлайн ощущал, что больше не может работать в прежнем формате, кроме того, ему не возвращали авторские права на произведения, которые он рассчитывал использовать для пропаганды лунного проекта. Как выразился критик А. Невала-Ли: «атомная бомба выталкивала фантастику из гетто в литературный мэйнстрим». Далее Хайнлайн обратился к детской литературе, намереваясь воспитывать новые поколения просвещённых молодых людей с космически-инженерным мышлением. Оказалось, что фантастические тексты принимают и респектабельные издания, например, The Saturday Evening Post. Редакция этого журнала приняла рассказ «Зелёные холмы Земли», над которым Роберт работал всё лето 1945 года. В феврале 1946 года Роберт сошёлся с режиссёром Фрицем Лангом, который стал другом семьи, они периодически созванивались и встречались за ужинами. Именно Ланг посоветовал писать не «книги для мальчиков», а книги, «которые подростки захотят прочесть».

#### Вирджиния Герстенфельд: третий брак Хайнлайна
В июне 1946 года в доме Хайнлайнов объявилась Джинни Герстенфельд: после демобилизации в марте она рассталась с женихом и рассчитывала по военной льготе поступить в университет. Леслин к тому времени зависела от алкоголя, Роберт даже заставил её ходить к психиатру — известному тогда Дэвиду Финку. По мнению биографа У. Паттерсона, Леслин Хайнлайн относилась к типу личностей, которых «ломает успех»: её устраивала роль «серого кардинала» при Роберте — политике-неудачнике или начинающем писателе. Однако успех Роберта в редакции Astounding и контракт на детский роман в издательстве Scribner’s делал Леслин «ненужной». Вирджиния поселилась в пансионе по соседству, регулярно ходила к Хайнлайнам и пыталась приобщить их к конькобежному спорту. Знакомая Хайнлайнов миссис Станг язвительно заявила, что «…Снегурочка въехала на коньках в дверь, всё стало по-другому. Леслин спала [пьяным сном] в студии, пока Боб и его роковая женщина резвились в спальне. Джинни была девственницей, но она быстро училась». В апреле 1947 года Леслин выставила Вирджинию из их дома, добившись только ещё бо́льшего сближения её и Роберта. 16 июня Хайнлайн собрал архив, упаковал пишущую машинку и оплатил их с Леслин совместные счета. Заявление на развод было датировано 20 июня. По мировому соглашению, Леслин получала дом в Лорел-Каньоне, который выставила на продажу за 10 000 долларов, и отказалась от притязаний на будущие литературные заработки: Роберт в то время перестал писать рассказы, а переизданий не планировалось.
В кругу знакомых Хайнлайна вести о разводе распространились быстро: Азимов узнал о нём от Де Кампа. Сама Леслин распространяла слухи о жестоком обращении с нею; Роберт поселился в доме на колёсах, чтобы следить за ходом бракоразводного процесса. Он стал готовить книжное издание «Там, за гранью», и получил от Collier’s 1250 долларов гонорара за статью «Космический флот» — сумму своей военной пенсии за 10 месяцев. Вирджиния отказалась от высшего образования и решила целиком посвятить себя Роберту. Она первой читала новые произведения, подсказывала различные идеи, сделалась секретарём и менеджером.
13 октября 1947 года в свет вышел первый роман для мальчиков «Ракетный корабль «Галилео»» и редактор издательства «Скрибнер» Элис Далглиш одобрила синопсис следующей книги — «Космический кадет». 2 января 1948 года пришёл аванс в 200 долларов для готовящегося книжного издания «Детей Мафусаила», а 3 января рассказ «Присаживайтесь, джентльмены!» был принят Argosy. Говард Хьюз заинтересовался фантастическим фильмом по мотивам «Ракетного корабля». В феврале Джинни с Робертом (она называла его только так) побывали на Марди Гра в Новом Орлеане, где продали свой трейлер. В марте пришли 450 долларов аванса за «Кадета», в рукопись которого пришлось вносить поправки. Далее Роберта стал призывать в Голливуд Фриц Ланг для постановки фильма о полёте на Луну, что означало разлуку с Вирджинией: бракоразводный процесс не был завершён, а по законам штата за прелюбодеяние полагалось уголовное преследование; скандал мог сказаться и на репутации Хайнлайна как детского писателя. В конце концов сотрудничество с Лангом не состоялось: Роберт считал его политические взгляды слишком левыми, вскоре удалось заинтересовать проектом продюсера Джорджа Пала, но четыре месяца работы над сценарием не оплачивались. 3 сентября 1948 года Роберт приехал в Колорадо-Спрингс, где предложил Вирджинии начинать семейную жизнь. Развод с Леслин вступал в силу с 20 октября, а 21 октября Роберт и Вирджиния обвенчались в методистской церкви в Ратоне — в соседнем штате, чтобы не давать объявлений в местные газеты.

#### Годы «ювенилий»
Образ жизни Роберта и Вирджинии в пять первых лет жизни в Колорадо-Спрингс сильно отличался от калифорнийского. Климат способствовал улучшению здоровья Хайнлайна, он отдалился от политических кампаний и активной политики, которые в значительной степени определяли его мировоззрение и координаты писательской работы. Для заработка служили рассказы: журнал для школьниц заплатил 150 долларов за «Бедного папочку». В новелле «Долгая вахта» 1949 года появляется первая из хайнлайновских героинь, прототипом для которых служила Вирджиния: рыжеволосая девушка демонстрировала окружающим её мужчинам, что она умнее и выносливее их. В 1949 году «Историю будущего» попыталась издать фирма Shasta Press, прислав аванс в 200 долларов за первый выпуск («Скрибнер» заплатил за «Красную планету» 500 долларов). Хайнлайн впервые столкнулся с тем, что ему трудно отыскать требуемую рукопись или черновик в разросшемся архиве — издательства и редакции нередко требовали переделок, и Вирджиния организовала архивный каталог, присвоив каждому произведению номер опуса и заполнив формуляр. Начиная новое произведение, Хайнлайн отныне заводил следующую карточку. Большинство денежных переводов приходили в апреле, что позволяло планировать бюджет. Джинни, сделавшись в предшествующие годы полуфиналисткой США по фигурному катанию, не оставила этого занятия и участвовала в национальном чемпионате, проходившем в Колорадо-Спрингс. Во второй половине 1949 года Хайнлайн работал консультантом на съёмках фильма «Место назначения — Луна» в Голливуде. Scribner’s подписал контракт на юношеский роман «Небесный фермер». Это позволило Роберту и Джинни начать строительство «дома своей мечты», который Хайнлайн лично проектировал. В итоге получилось «нечто среднее между кемпером и космическим кораблём». Дом должен был быть герметически отгорожен от окружающей среды, максимально автоматизирован и минималистичен («никаких стульев и торшеров»), хотя Роберта раздражали устаревшие строительные нормы и невозможность использования новейших материалов. Дом № 1776 на Меса-Авеню с видом на гору Шайенн быстро сделался достопримечательностью: в 1951—1952 годах выходили иллюстрированные статьи в газете «Колорадо-Спрингс Газетт-Телеграф» и в журнале Popular Mechanics. Хайнлайн оборудовал для Вирджинии «кухню будущего» с панорамным окном с видом на каньон и выкатным столом, который можно было через люк перевезти в гостиную-столовую. Имелись даже утилизатор отходов, посудомоечная машина и множество иных новшеств. Единственным крупным недостатком оставалась телефонная связь: четыре соседских дома были присоединены к одной телефонной линии.
В начале 1950-х годов Хайнлайн постепенно отдалился от старых друзей и мира фэндома и не слишком охотно соглашался на конвенты и другие встречи. Произошло и расхождение с Хаббардом, особенно после публикации «Дианетики». Несомненно, это было влиянием Вирджинии: она не была склонна к мистицизму. В 1954 году Роберт поругался и с Кемпбеллом: бывший редактор, наставник и друг обвинил Хайнлайна в отсутствии у него «социальной цели». В тот период Хайнлайн постепенно отходил от написания рассказов (последний — «Все вы зомби» — вышел в 1959 году) в связи с тем, что издания фантастики стремительно завоёвывали книжный рынок, а Вирджиния рассчитала, что хороший рассказ требует таких же затрат времени и душевных сил, что и полнообъёмный роман, принося значительно меньший доход.
В 1953 году Хайнлайны начали длительное путешествие, в итоге оказавшееся кругосветным. Отплыв из Нового Орлеана, Роберт и Вирджиния на грузопассажирском пароходе Gulf Shipper прошли Панамский канал и прибыли в Буэнавентуру. Из Колумбии на том же корабле они проследовали в Лиму, оттуда в Вальпараисо, 12 декабря за три часа долетели до Буэнос-Айреса. Хотя супруги планировали провести в аргентинской столице четыре дня, пришлось задержаться из-за опоздания парохода. 18 декабря Роберта даже пригласили на радио, где его немало шокировали вопросы ведущего о его заработках, как оказалось, — вполне уместные для аргентинцев. Проведя в Буэнос-Айресе 11 дней Хайнлайны отплыли в Сантус, откуда за три дня совершили автобусную поездку в Сан-Паулу и Рио-де-Жанейро, и далее тем же бортом отбыли в Кейптаун. Пребывание в Южно-Африканском Союзе заняло всего десять дней и Хайнлайну крайне не по душе пришёлся апартеид, проявления которого он наблюдал во время поездки в Йоханнесбург. Из Дурбана супруги отплыли в Сингапур (куда прибыли 29 января 1954 года), далее проложив маршрут на китайском пароходе через Джакарту в Брисбен (15 февраля) и Окленд (5 марта). Новая Зеландия понравилась ещё меньше Южной Африки: Хайнлайн предельно откровенно писал одному из друзей, что новозеландцы подражали худшим британским образцам и в стране господствует «невыносимая скука». Когда Роберт в 1955 году впервые поехал в Великобританию, он заявил, что только убедился в первоначальных выводах: в метрополии и её доминионах «не существует ничего похожего на те гражданские свободы, которые есть у нас, [американцев]» (письмо А. Бестеру от 17 октября 1955 года). Продолжая путешествие, в 1954 году Хайнлайны самолётом проследовали на Гавайи, откуда также по воздуху вернулись через Сан-Франциско (28 марта) в Денвер (30 марта). Книга о путешествии Tramp Royale была опубликована лишь в 1992 году. Анализируя её содержание, Ф. Мендлезон отмечала, что Роберту понравилось увиденное — особенно в Латинской Америке и Сингапуре, но главный вывод был прост: «люди разных культур — не американцы; более того, одно дело восхищаться другой системой со стороны, но он предпочитал ту, в которой жил». Неприязнь к британцам и новозеландцам, вероятно, объяснялись следующим парадоксом: «люди, которые более всего на него походили и говорили как он, были менее всего на него похожи». Ещё одним парадоксом оказалось то, что Хайнлайны провели самый разгул маккартизма за пределами США (в прессе яростнее всего его обличали в Перу), и, вероятно, Роберт так и не понял истинных масштабов этого явления. В те годы он меньше ездил по Америке, чем по внешнему миру, и всегда был склонен верить авторитетам.
В 1954 году Хайнлайн вышел из Демократической партии. После Венгерских событий 1956 года Роберт голосовал за Эйхенхауэра, но в дальнейшем крайне резко выступал против совместного с СССР соглашения об ограничении воздушных и наземных испытаний ядерного оружия. По словам Ф. Мендлезон, в своих политических пристрастиях Хайнлайн так и не вышел за пределы абсолютизации дихотомии «добро — зло». Поворотным моментом в жизни Роберта и в его сотрудничестве с издательством Scribner’s стал апрель 1958 года, когда Национальный комитет за разумную ядерную политику призвал к одностороннему прекращению ядерных испытаний со стороны США. И Роберт, и Джинни восприняли это как предательство и капитулянтство. В ответ они организовали собственную кампанию под названием «Наследники Патрика Генри», выбрав для этого, как считали многие современники, крайне неудачный момент. Многие друзья Хайнлайна отказались поддерживать его инициативу, не удалось даже заинтересовать всерьёз прессу. В конце 1950-х годов Хайнлайн-политик оказался полностью дискредитирован и в этом смысле оказался в изоляции. Вопросы внешней политики практически не затрагивались и в его произведениях. В личностном плане это наложилось на обеспокоенность Роберта ситуацией с американским образованием. Соседский ребёнок, посещая школу, так и не смог научиться читать, и Хайнлайн, описывая это в посланиях друзьям, возмущался тем, что в городская библиотека Колорадо-Спрингс не выписывает Scientific American, зато получает двадцать астрологических журналов. Это также свидетельствует, что Хайнлайн не осознавал, что сложившийся у него круг общения практически не отражает действительное положение с общественной мыслью в США, в частности, ростом влияния фундаменталистских религиозных организаций. Все перечисленные сюжеты в превращённом виде отразились в романе «Будет скафандр — будут и путешествия», ставшим, отчасти, манифестом спасения подрастающего поколения от американской школы. Дальнейшее «поправение» политических убеждений Хайнлайна привело к написанию романа «Звёздный десант» и разрыву с издательством. В данном контексте показательно, что Элис Далглиш последовательно отстаивала публикацию «Звёздного десанта» в Scribner’s, уволившись оттуда после отказа в напечатании романа. Фара Мендлезон отмечала, что после публикации романа во «взрослом» издательстве, он получил прямо противоположные отзывы, по-видимому, выражавшие общественные тенденции того времени: правительство США явно переходило к агрессивной внешней политике (нео-империализму), тогда как множество интеллектуалов и любителей фантастики всё ещё склонялись к левым идеалам. Тем не менее, успешные продажи «Десанта» убедили Хайнлайна, что он по-прежнему интересен публике, которую «цепляли» как милитаристские истории, так рассуждения писателя об обществе; на заседании Общества Джона Бирча Роберта даже назвали автором философской фантастики. С другой стороны, в его дневниках и переписке нарастала тенденция игнорировать критику, оборотной стороной чего стало усиление дидактизма в текстах Хайнлайна.

#### Шестидесятые — семидесятые годы
В 1960 году Роберт и Джинни совершили путешествие в СССР, к которому тщательно готовились, вплоть до того, что миссис Хайнлайн два года усердно занималась русским языком. Отправившись по линии Интуриста в Москву, американцы посетили Ташкент, Самарканд, Тбилиси, Киев, а затем и Вильнюс. Частная переписка и опубликованные корреспонденции выражают стандартные впечатления иностранцев о Советском Союзе: странности и сложности быта, отвратительная еда и крайне низкий уровень сервиса, и многое другое. Хайнлайны посетили первомайскую демонстрацию и застали скандал с лётчиком-шпионом Пауэрсом; Вирджиния чуть не стала причиной их депортации из-за спора о существовании ГУЛАГа. Фара Мендлезон отмечала, что «…какими бы ни были их впечатления, Роберт и Джинни не учитывали, что вряд ли туристам в США охотно продемонстрировали бы тюрьмы или трущобы, а любой русский из 1960 года легко бы обнаружил крайне отталкивающие картины жизни на Американском Юге. В конце концов даже в Соединённых Штатах совсем незадолго до их поездки отменили каторжные работы. Такие сравнения просто не приходили Хайнлайнам в голову». В Риге Хайнлайнов принимали в местном отделении Союза советских писателей, где тоже случился скандал, из-за того, что несовместимые законодательство и финансовая система не позволяла Роберту получать гонорары за советские публикации. 16 мая 1960 года — в день начала Парижского саммита между Эйзенхауэром и Хрущевым — Хайнлайны приехали в Ленинград. Когда президент США отказался приносить извинения из-за Пауэрса, Роберт и Джинни отказались от всех планов и выехали поездом в Хельсинки. Далее они объехали Финляндию, Норвегию и Швецию, и посетили штаб американских войск в Европе в Висбадене, где дали в разведотделе показания об увиденном в СССР. Вернулись они на родину трансполярным авиарейсом через Анкоридж, где Вирджинию пригласили судьёй на конкурс «Мисс Аляска». Сразу после этого Роберт получил известия, что «Звёздный десант» получил премию «Хьюго». В 1961 году Хайнлайн стал гостем Ворлдкона в Питтсбурге и вошёл в число членов-учредителей Playboy Club — этот журнал охотно публиковал фантастику. Тогда же Командование воздушно-космической обороны Северной Америки объявило о планах постройки в горах Шайенн центра боевых операций, из-за чего Хайнлайн демонстративно построил под своим домом бункер на случай начала ядерной войны.
В 1961 году в свет вышел роман «Чужак в чужой стране», избранный книгой года книжного клуба Doubleday: роман получил огромную популярность среди читателей, несмотря на недоумённые или негативные отзывы критиков и коллег-писателей. В 1962 году и этот роман удостоился премии «Хьюго», а на следующий год номинировался фэнтези-роман «Дорога славы», но уступил «Пересадочной станции» Саймака. В 1964 году Хайнлайн оказался под ударом критики из-за открытой поддержки предвыборной кампании Барри Голдуотера и выхода в свет романа «Свободное владение Фарнхэма», который одновременно оказался и расистским, и антирасистским. Напротив, в 1966 году чрезвычайно успешным оказался роман «Луна — суровая хозяйка». Большие гонорары позволили Хайнлайнам заняться собственным здоровьем: у Роберта развилась катаракта, Вирджиния страдала расстройством пищеварения, камнями в почках и хронической высотной болезнью — следствием перенесённого ею в детстве туберкулёза. Супруги отправились в путешествие, выбирая место, пригодное для жизни, и в конце концов решили вернуться в Калифорнию. Сначала они поселились в Уотсонвилле к северу от Сан-Франциско, но в 1967 году построили новый дом в близлежащей статистически обособленной местности Бонни Дун. По мнению Ф. Мендлезон, Хайнлайн не случайно выбрал это место, где хватало коммун хиппи (которых Роберт не любил и не понимал), имелся филиал Общества Джона Бирча, и вообще радикалов самой разной ориентации.
Успех «Луны…» и факт, что Хайнлайн оказался обладателем наибольшего числа премий «Хьюго», постепенно привёл к интересу профессиональных критиков и литературоведов, первым из которых был Алексей Паншин. Калифорнийский университет в Санта-Крузе предложил писателю сотрудничество и взял на хранение его архив. Признанием его заслуг явилось приглашение телевидения комментировать в прямом эфире высадку на Луну американских астронавтов в 1969 году, вместе с Артуром Кларком и Уолтером Кронкайтом.
В январе 1970 года Хайнлайн едва не умер от перитонита, ставшего следствием двух неверно поставленных диагнозов и неправильного плана лечения. Он перенёс серию операций в медицинском центре Стэнфордского университета, где Роберта заразили стафилококковой инфекцией. Одновременно вышел написанный в 1969 году роман «Не убоюсь я зла», вызвавший множество противоречивых отзывов (и возглавив списки бестселлеров New York Times), и считающийся завещанием больного писателя, хотя это не соответствовало действительности. Большие средства были потрачены на лечение Вирджинии, страдавшей остеонекрозом челюсти (вероятно, следствием работы химиком во время войны), что потребовало пересадки костной ткани и имплантации зубов. В итоге, состояние обоих супругов только ухудшалось с годами, и важной причиной, по которой Хайнлайн продолжал писать огромные по объёму романы, была сугубо финансовая — оплата медицинских счетов. Роман «Достаточно времени для любви» (1973) был номинирован на премию «Небьюла», но проиграл «Свиданию с Рамой» Кларка. В том же году Роберт читал лекцию в Военно-морской академии о пользе патриотизма и был приглашён на конгресс Национального клуба редких групп крови, что побудило супругов заниматься пропагандой донорства в США. Хайнлайн даже получил заказ на две статьи о крови и донорстве для «Ежегодника Британской энциклопедии». В прессе сообщалось, что активность доноров — поклонников фантастики, в четырнадцать раз превышала достижения других групп населения. В 1976 году Роберт Хайнлайн стал почётным гостем на Ворлдконе в Канзас-Сити — третьем и последнем, в котором участвовал. Годом ранее он удостоился звания Гроссмейстера фантастики «Небьюлы»; по уверениям биографа У. Паттерсона, эта награда была создана специально для Хайнлайна. В 1977 году Роберт получил почётную докторскую степень Университета Восточного Мичигана и упорно писал роман, который через три года выйдет под названием «Число зверя». Первоначальный вариант был забракован Вирджинией. В январе 1978 года супруги отправились на Таити, где 3 января 1978 года Роберт временно потерял зрение и испытал симптомы пареза. Ишемический приступ удалось купировать, однако из-за нарушения мозгового кровообращения Хайнлайн испытывал трудности в ходьбе, страдал потерей ориентации в пространстве и расстройством координации движений. Причину (закупорку сонной артерии) удалось установить и оперативным путём вернуть Хайнлайну активность — было проведено экспериментальное шунтирование. В июле 1979 года он был приглашён выступить перед Объединённым комитетом Сената и Палаты Представителей. Его речь свидетельствовала о вере, что доходы от развития космических технологий окажут существенную помощь больным и пожилым людям.

#### Последние годы
В 1980 году Хайнлайн решительно перешёл на сторону Республиканской партии и голосовал за Рейгана. В том же году вышел в свет роман «Число зверя», права на который были куплены New English Library на аукционе за 43 000 долларов — невиданный для Хайнлайна гонорар. Роман вызвал разгромные рецензии, что не помешало распродать к августу пять тиражей — в общей сложности 193 000 экземпляров. Роберта включили в число тридцати членов Гражданского консультативного совета, который участвовал в разработке Стратегической оборонной инициативы (СОИ) и в одной из статей 1982 года называл данный проект «бронежилетом на нашей оголённой груди». По мнению У. Паттерсона, Хайнлайн считал, что данная инициатива позволит вернуть интерес к космосу американским гражданам. Несмотря на непрекращающуюся критику, Хайнлайн оказался популярен как личность, что подтвердила конференция American Bookseller’s в Анахайме в мае 1982 года. 75-летний Хайнлайн заработал на очередное длительное путешествие — в Японию, Китай и Антарктиду. Новый роман «Фрайди» Хайнлайн впервые писал на персональном компьютере Zenith Z-89, который был установлен в его доме 2 апреля 1982 года.
В 1984 году вышел роман «Иов, или Осмеяние справедливости» — откровенная антихристианская сатира, направленная, в том числе, против Рейгана, который переизбрался благодаря аудитории «телеевангелистов». Хайнлайн в очередной раз подтвердил своё кредо, которое впервые огласил ещё в 1930-е годы: глубокую неприязнь к любой организованной религии и веру в силу науки. Роман был осуждён одним из пасторов на телевидении, но также удостоился премии «Локус» как лучшее произведение в жанре фэнтези. Тогда же Хайнлайн разругался с Артуром Кларком из-за полного неприятия британским писателем СОИ. В 1985 году Роберт совершил последнее путешествие — в Арктику, после чего тяжело заболел. Всю свою жизнь он был страстным курильщиком, и в результате получил хроническую обструктивную болезнь лёгких, усугублённую артритом. В 1986 году у него началось сильнейшее лёгочное кровотечение, потребовавшее переливания крови и трёх операций; восстановление затянулось до декабря. В 1987 году супруги Хайнлайны переехали из Бонни Дун в близлежащий городок Кармел, чтобы иметь возможность получать необходимую медицинскую помощь. Роберт упорно писал роман «Уплыть за закат» и пытался навести порядок в своём архиве. С 1984 года он общался с антропологом и литературоведом Леоном Стовером, которому доверил написание своей биографии, особо настаивая, что он американский мэйнстримный, а не жанровый писатель. Небольшая по объёму книга вышла в 1987 году и пользовалась существенным успехом для академического издания. В январе 1988 года Роберту потребовалась очередная операция (Хайнлайну предложили удалить сонные тела, что должно было уменьшить одышку), от которой так и не смог оправиться. Пережив за четыре месяца пять госпитализаций, Роберт Хайнлайн умер во сне 8 мая 1988 года. Его тело было кремировано, а прах развеян над Тихим океаном с воинскими почестями.
Общая стоимость активов, оставшихся от Роберта Хайнлайна, составила около миллиона долларов. Картотека, рукописи и письма от поклонников поступили в архив Хайнлайна библиотеки Калифорнийского университета в Санта-Крузе. В октябре 1988 года НАСА инициировала посмертное награждение Хайнлайна медалью «За выдающиеся заслуги»: церемонию провели в Вашингтоне в Национальном музее воздухоплавания и астронавтики. Вирджиния не нашла общего языка с Л. Стовером и отозвала своё разрешение работать с архивом покойного Хайнлайна. В течение 1990 года она выпустила первоначальные авторские варианты романов «Чужак в чужой стране», «Кукловоды» и «Красная планета», подвергшиеся правке и сокращению по требованиям издателей 1940—1960-х годов, а в 1992 году выпустила сборник отредактированных писем «Ворчание из могилы». В 1990 году из-за ухудшения здоровья Вирджиния Хайнлайн переехала в сообщество военных пенсионеров во Флориду близ Джэксонвилла. Принятый в 1995 году новый закон об авторских правах аннулировал прежние контракты Хайнлайна и позволил Вирджинии издавать произведения мужа на своих условиях. На День благодарения 2002 года миссис Хайнлайн сломала бедро и скончалась во сне 18 января 2003 года, не дожив нескольких месяцев до своего 87-летия. Тело Вирджинии было кремировано, а прах развеян над гаванью Сан-Диего. Стоимость её активов составила 10 миллионов долларов. Оставшиеся у неё на руках бумаги были завещаны Калифорнийскому университету, а права на интеллектуальную собственность и инвестиционные активы составили фонд Премии Роберта и Вирджинии Хайнлайн.

## Творчество

### Периодизация творчества
Традицию разделять творчество Роберта Хайнлайна на несколько периодов заложил Алексей Паншин в первом обобщающем исследовании творчества писателя Heinlein in Dimension (1968). Паншин делил писательскую карьеру Хайнлайна на три периода: влияния (1939—1945), успеха (1947—1958) и отчуждения (1959—1967). Критик Гэри Уэстфал, не согласный с периодизацией Паншина, разделил всё творчество писателя на две части: научно-фантастическую (1939—1957) и сатирическую (1958—1988), обосновывая такое деление запуском первого искусственного спутника Земли, который подвёл итог пропагандистской деятельности писателей-фантастов. Российский критик и писатель Андрей Балабуха также выделял три периода: начальный (1939—1942), зрелый (1947 — середина 1960-х, в два потока) и последний (1970—1988). Другой российский исследователь наследия Хайнлайна, Андрей Ермолаев, не опровергая периодизацию Балабухи, указал на значительный переворот в душе писателя в 1960-е годы, что привело к заметному отличию поздних романов относительно более раннего творчества. Джеймс Гиффорд в принципе возражал против классификации произведений автора по периодам: главная проблема коренится в том, что Хайнлайн стал писателем в зрелые годы, когда полностью оформился круг его интересов и личностные пристрастия. Некоторые произведения «раннего» Хайнлайна носят более экспериментально-радикальный характер, чем «поздние», и в них присутствуют те же идеи, которые он разрабатывал в последующие полвека. Существуют и произведения, которые не укладываются ни в одну из разработанных схем, поэтому периодизации могут носить только вспомогательный характер и основываться на фактах биографии Хайнлайна. Гиффорд, Фара Мендлезон, Томас Клэресон и Джо Сандерс и другие исследователи XXI века предпочитают использовать не хронологическую, а идейно-тематическую и жанрово-стилевую группировку произведений в случае их комплексного исследования.

### Литературный дебют. Первые профессиональные публикации (1939—1942)
Первый роман, написанный Хайнлайном, назывался «Нам, живущим», и создавался в течение 1937—1938 годов. Опубликован он так и не был, чудом сохранившаяся фотокопия рукописи была обнаружена в 2002 году и вышла в свет ещё через два года. Претекстом послужил «Когда Спящий проснётся» Герберта Уэллса (или фильм «Облик грядущего» по его же сценарию), однако Хайнлайну не подходил ни образ главного героя-жертвы, ни крайний пессимизм английского писателя по отношению к будущему. «Нам, живущим» создавался на стыке утопии и романа воспитания, представляя собой цепь авторских монологов и сократовых бесед главных героев — «чрезвычайно эффективная обучающая стратегия», ибо она направлена на диалог равных. Однако в литературно-ремесленном отношении Хайнлайн был ещё неопытен, и не сумел сбалансировать действие, «завернув» в острый сюжет идеи, которые хотел донести до читателей. Роман не был принят ни одним издательством, после 1940-х годов Хайнлайн не пытался более его опубликовать, и во всех интервью начинал свой литературный дебют с участия в конкурсе журнала Thrilling Wonder на лучший рассказ. Сюжеты многочисленных рассказов Хайнлайна относятся к разной тематике, они также демонстрируют чрезвычайно быстрое развитие писателя. Многие сюжеты или детали фантастического мира основывались на разных фрагментах неопубликованного романа; сравнительно рано Хайнлайн стал использовать единый метамир, демонстрируя его в разные фазы развития и с позиции разных героев. В период 1939—1942 годов Хайнлайн опубликовал 29 рассказов и повестей, из которых 21 были напечатаны в Astounding Science Fiction, 3 в журнале фэнтези Unknown, девять вещей выходили под разными псевдонимами. Редактор Джон Вуд Кэмпбелл предложил концепцию «Истории будущего», диаграмма которой была напечатана в 1941 году. Хайнлайн стал ведущим автором редакции Кэмпбелла, чья фамилия превратилась в некое подобие товарного знака.
Кэмпбелл стремился публиковать фантастические тексты, написанные по лекалам мэйнстримной литературы, в центре сюжетов которых находились люди, а не фантастические машины. Такой подход был характерен для Хайнлайна ещё в его первых публикациях 1939 года, особенно в рассказе «Неудачник». Здесь были представлены все классические мотивы творчества Хайнлайна: скрытая гениальность, необходимость учителя и самообразования для саморазвития и самоосознания гения, вызовы окружающей среды и личная непреклонность как фактор успеха. В рассказе «Ковентри» была использована формула «Нам, живущим»: только то общество успешно и жизнеспособно, которое создаётся энергичным героев под свои цели и потребности, что предполагает ряд ограничений и консенсусов. Тогда же герои Хайнлайна стали проповедовать либертарианство. В повести «Логика империи» впервые поднята тема рабства, разрабатывавшаяся писателем до 1980-х годов. В течение 1941 года Хайнлайн активно экспериментировал с жанрами, создав рассказы и повести о корабле поколений («Вселенная» и «Здравый смысл»), парапсихологии и параллельных мирах («Утраченное наследие» и «Иноздесь»), непознаваемых инопланетянах («Аквариум с золотыми рыбками»). По сюжету Кэмпбелла был написан роман (публикуемый с продолжением) «Шестая колонна» — о вторжении паназиатских орд в США. Поступив на военную службу в 1942 году, Хайнлайн три года не писал и не публиковал ничего, а в 1950-е годы ещё вернулся к жанру рассказов. Однако их публикация была спорадической и велась, скорее, по инерции или запросам издательств.

### «Ювенилии» и «взрослые произведения» (1947—1963)
Из-за бурного роста рынка фантастической литературы, в 1947—1958 годах Хайнлайн активно сотрудничал с Charles Scribner’s Sons, в котором опубликовал двенадцать романов для юных читателей. Фара Мендлезон включала в цикл 15 произведений, включая «Марсианку Подкейн» (напечатанную лишь в 1963 году) и «Звёздный десант», отвергнутый издательством. Первым в серии вышел «Ракетный корабль „Галилео“», который критики единогласно признавали не очень удачным, и опирающимся на материал популярных радиошоу и массовой литературы тех лет. Успех имели романы «Космический кадет» (1948) и «Красная планета» (1949), посвящённые ситуации, когда отроку или юноше предстоит покинуть родительский дом и социализироваться в учебном заведении, научившись лояльности и взаимодействию с товарищами и альма-матер. В пятидесятые годы Хайнлайн ежегодно выпускал романы воспитания, посвящённые описанию жизни молодого человека как непрестанного самообразования и повышения компетентности, с одновременным научением жить в обществе себе подобных («Небесный фермер» и «Тоннель в небе»). Романы «Время для звёзд», «Гражданин Галактики» и «Имею скафандр — готов путешествовать» рассчитаны на более искушённого юного читателя, и постепенно приучают размышлять о политических вопросах. «Имею скафандр — готов путешествовать» единственным из романов для юношества номинировался на премию «Хьюго».
По мнению Ф. Мендлезон, в творчестве Хайнлайна второй половины 1950-х годов сложно разделить «взрослые» и «ювенильные» романы. Формально не печатавшиеся как детские «Двойник» (1956), «Дверь в лето» (1957), «Свободное владение Фарнхэма» (1964) содержат все характерные жанровые клише, в том числе проблему конфликта поколений; всё чаще встречается и образ наставника, заменяющего родителей. Тональность постепенно становится пессимистической: в романе «Звёздный зверь» главный герой оказался питомцем инопланетной правительницы, привезённой его дедом на Землю; в «Имею скафандр» главному герою — подростку Кипу — удаётся доказать на вселенском трибунале, что земляне — ещё дурно воспитанные дети, которых можно развить в нужном направлении. «Звёздный десант» в своей основе содержит сюжет, что только присоединившись к мощной общественной силе человек сможет добиться чего-то значительного. В 1958 году был опубликован написанный в 1941 году роман «Дети Мафусаила», где также рассматривается проблема взросления — целого человечества, — и вопросов направленности развития. Роман «Марсианка Подкейн» тесно связан с экспериментальными рассказами для девочек, которые Хайнлайн писал в 1949—1951 годах, и содержит традиционную тематику воспитания, общества и образования. Фэнтезийный роман «Дорога славы», хотя и не предназначался для юношества, был напечатан одновременно с «Подкейн», и посвящён проблеме юноши, который слишком рано попал в армию, и обнаружил, что не в состоянии интегрироваться в общество. «Его приучили и воспитали жаждать приключений, наслаждаться взлетами и падениями, рискуя своей жизнью», а став мужем Стар — императрицы всех миров, он обнаруживает, что навсегда застрял в юношеском возрасте и не желает взрослеть.
Романы 1950-х годов, предназначенные для взрослой аудитории, содержат эксперименты с формой повествования, а также более зависимы от претекстов. Хайнлайн впервые стал работать с образом пикаро, который станет преобладающим в его поздних романах. Ещё в 1948 году вышла книга «Там, за гранью»: этот роман печатался в 1942 году в журнале Astounding. Утопическое повествование фактически было переработкой «Нам, живущим», где ставились вопросы, как победить скуку в полностью благополучном общества, а также исследовались возможности евгенического улучшения человечества и выработки паранормальных способностей. В 1951 году вышел роман «Кукловоды», в котором современники сразу опознали проекцию страхов о холодной войне. Главной проблемой, выраженной в книге, стало исследование границ конформизма и сохранения личных свобод. Впервые Хайнлайн открыто высказался на тему подавления сексуальности, из-за чего долгое время роман выходил в цензурированном варианте. Роман «Двойник» являлся своего рода фантастической инверсией «Принца и нищего» Твена, в которой нанятый актёр сумел успешно заменить политического деятеля. Отчасти, этот роман тоже является историей воспитания и взросления, когда Лоренцо Смита насильственно исторгают из его устроенного мира игры (на сцене), и вводя в совершенно неизвестный и опасный мир политики. «Дверь в лето» посвящена истории человека, который захотел исправить своё прошлое, и также развивает один из фрагментов «Нам, живущим», хотя в основном является мелодрамой с элементом временной петли. Претекстом «Свободного владения Фарнхэма» послужил роман «Янки из Коннектикута при дворе короля Артура» (высокотехнологическое будущее на поверку оказывается примитивной теократией, где процветает каннибализм на расовой почве), сатирические элементы явно выстроены по лекалам «Скромного предложения» Свифта.

### Зрелое творчество (1961—1970)
В 1961 году Хайнлайн опубликовал роман «Чужак в чужой стране», который подтвердил, что новое поколение американских читателей готово воспринимать его излюбленные идеи и литературную форму. «Чужак» писался много лет (последовательная работа над романом заняла более десятилетия) и стал попыткой писателя создать сатирический эпос на американском материале, преодолев границу между жанровой и мэйнстримной прозой. Претекстом стал «Элмер Гантри» Синклера Льюиса, соединённый с «Книгой джунглей» Киплинга и, вероятно, сериалом Эдгара Райса Берроуза о Тарзане. Сюжет основан на явлении землянина Валентайна Майкла Смита, воспитанного утопическими марсианами, обратно на нашу планету, причём протагонист считает себя марсианином и стремится перенести свой способ мышления на Землю. Это касается в том числе открытого брака, свободной любви и искоренения ревности. Роман откровенно имитирует Пятикнижие Моисеево, представляя Валентайна Смита последовательно как Адама, изгнанного из Рая, Моисея, уводящего от искушений избранный народ, и, наконец, как спаситель человечества, не узнанный и убитый своими собратьями.
По мнению критиков и публики, лучшим романом Хайнлайна является «Луна — суровая хозяйка» (1966), которая одинаково была воспринята как левыми, так и правыми критиками, увидевшими в ней анархическую или либертарианскую утопию. Этот роман посвящён истории лунной революции 2076 года, развивающий тематику ещё довоенных и послевоенных произведений о колониальной экспансии, распаде империй и организации революции. Роман содержит ещё больше сцен «сексуального радикализма» и критики расовых предрассудков, а также рассуждений о скрытых издержках и цене надежды на лучший мир. Последнее выражено в формуле TANSTAAFL (в переводе Е. Ковалевского и П. Штуцер дарзанебы — «дармовой закуски не бывает»). Это был последний из романов Хайнлайна, в котором богатство содержания было органично подано в литературном обрамлении.
Роман Хайнлайна — «Не убоюсь я зла» (1970, в другом переводе «Пройдя долиной смертной тени») — окрашен заметными сатирическими мотивами и элементами антиутопии. По сюжету, умирающий от старости миллиардер решился на продление жизни путём пересадки мозга в первое попавшееся тело донора (у Иоганна Смита редкая группа крови, как и у самого Хайнлайна). Тело принадлежало его любимой секретарше Юнис Бранка, убитой по дороге домой, и Иоганну пришлось учиться быть женщиной. Действие разворачивается в упаднической Америке, где грамотность становится навыком меньшинства, а передвигаться по улицам слишком опасно. Из-за тяжёлого заболевания, продлившегося несколько лет, Хайнлайн не смог сократить рукопись романа — процедура, которой он придерживался несколько десятилетий.

### Позднее творчество и «Мир как миф» (1973—1987)
В 1973 году вышел роман «Достаточно времени для любви», главным героем которого стал бессмертный Лазарус Лонг из романа «Дети Мафусаила». Лонг является эпизодическим персонажем ещё трёх произведений, объединяемых как подцикл «Мир как миф». Роман «Число Зверя» (1979) построен на основе палп-литературы времён становления Хайнлайном как писателя. Четверо главных героев (две супружеские пары), представляющих четыре темперамента и четыре мировых стихии, являются проекциями самого автора, а также намеренно отсылают к произведениям Эдварда Смита и Эдгара Берроуза. Они перемещаются по метатекстовой вселенной: все фантастические миры всех авторов, включая самого Хайнлайна, равноценны и вполне материальны. Таким образом, Хайнлайн смог вернуться к реальности своей «Истории будущего» и снять противоречия между нею и реальным развитием истории, науки и техники. Романы «Кот, проходящий сквозь стены» (1985) и «Уплыть за закат» (1987) построены на некоторых эпизодах «Достаточно времени для любви», используя мотивы межмирового перемещения и воскрешения полюбившихся персонажей. В «Коте…» главной героиней является омоложенная Хейзел Стоун (из ювенильного романа «Космическое семейство Стоунов»), а её мужем — сын Лазаруса по имени Ричард. В «Уплыть за закат» главной героиней является мать Лазаруса — Морин Смит, через воспоминания которой проходит хроника жизни реального и вымышленного XX века.. Многие критики отзывались об этих романах отрицательно, ни один из них не удостаивался литературных премий.
С этим циклом напрямую не связаны ещё два произведения: «Фрайди» (1982) и «Иов, или Осмеяние справедливости» (1984). «Фрайди» — история женщины-курьера, искусственного человека, — более традиционное по форме приключенческое произведение с отсылками к раннему творчеству Хайнлайна, особенно повести «Бездна» (1949). Одновременно это самый радикальный роман Хайнлайна, направленный против рабства в любых его проявлениях — развитие ювенильного «Гражданина Галактики». Автор наглядно показал, что и в технологическом будущем люди будут продолжать искать способы переосмыслить и переименовать рабство, маскируя его и делая общественно приемлемым. Хайнлайн не изменил своему сексуальному радикализму, но Ф. Мендлезон характеризовала героиню Фрайди Джонс как «демонстрацию гораздо более здоровой модели сексуального поведения и взаимодействия». Антирелигиозная сатира «Иов» была удостоена премии «Локус»; претекстами её стали «Путешествие капитана Стормфилда на небеса» Марка Твена и «Юрген» Кейбелла. Главный герой — Алекс Хейгенсхаймер — оказывается игрушкой богов, постепенно расставаясь с фундаменталистской христианской картиной мира.

### Посмертные публикации
Вирджиния Хайнлайн (ушедшая из жизни в 2003 году) в 1989 году издала сборник «Ворчание из могилы» (англ. Grumbles from the Grave), являющийся собранием переписки Хайнлайна с его издателями. В сборнике «Реквием: дань памяти Мастера» (англ. Requiem: Collected Works and Tributes to the Grand Master, 1992) увидели свет некоторые ранние рассказы, которыми Хайнлайн был недоволен и не публиковал при жизни. Были изданы публицистические книги Хайнлайна: «Tramp Royale», описание их кругосветного путешествия начала 1950-х годов, а также книга «Забирайте своё правительство» (англ. Take Back Your Government, 1946). В 2003 году впервые издан первый его роман «Нам, живущим» (англ. For Us, the Living), считавшийся до этого утраченным. В 2012 году было закончено издание полного собрания сочинений Хайнлайна в 46 томах, известное как Virginia Edition.
Спайдер Робинсон, коллега, друг и почитатель Хайнлайна, взяв за основу его неопубликованные наброски от 1955 года, написал роман «Переменная звезда». Роман был издан в 2006 году с именем Хайнлайна на обложке над именем Робинсона. В 2020 году был опубликован никогда не выходивший в свет роман «Погоня за панкерой» (1977), часть материала которого была использована при написании «Числа зверя».

## Память. Наследие

### Историография
Первое академическое исследование творчества Хайнлайна выпустил в 1968 году Алексей Паншин. Сам Роберт Хайнлайн крайне негативно воспринял монографию; впрочем, и современники отмечали крайне субъективный подход автора, который откровенно называл вершиной творчества писателя «ювенилии». Историк литературы Фара Мендлезон отмечала, что одной из причин раздражения Хайнлайна от попыток исследования его творчества объяснялось тем, что монографии выпускались преимущественно учёными левых взглядов, негативно оценивавших художественные и идеологические конструкции Хайнлайна. Таковы книги Брюса Франклина (1980), Джорджа Слассера (1976; его политические взгляды совпадали с Хайнлайном) и Леона Стовера (1987), при том, что Роберт Энсон вполне мирно общался с Франклином и Стовером. В 1975 году Хайнлайн отклонил приглашение на одну из конференций, ибо в её в программе был заявлен Дэвид Самуэльсон, критические статьи которого раздражали Роберта. Значительная часть негативных эмоций происходила оттого, что, по мнению Хайнлайна, его ругали и восхищались «не за то, за что следовало бы». В 1985 и 1992 годы были защищены первые диссертации по творчеству Хайнлайна — магистерская работа Мэри Гатри «Роберт Хайнлайн — писатель-философ» и её же аннотированная библиография его творчества. В 1996 году защитил свою докторскую диссертацию Филип Оуэнби («Роберт Хайнлайн — просветитель юношества и философ образования»). Новую аннотированную библиографию и сводный каталог всех произведений Хайнлайна — «Спутник читателя» — опубликовал в 2000 году Джеймс Гиффорд. В 2018 году Алек Невала-Ли опубликовал исследование деятельности журнала Astounding «Золотого века», где в одном контексте комплексно рассматривались судьбы не только Хайнлайна, но и Азимова и Рона Хаббарда. Джеймс Харрис отметил, что монография Невала-Ли дополняет обобщающую работу Алексея и Кори Паншиных «The World Beyond the Hill», выпущенную в 1989 году.
Ещё при жизни Вирджинии Хайнлайн доступ ко всем материалам архива получил Уильям Паттерсон, который незадолго до своей кончины в 2013 году выпустил двухтомную биографию «Роберт Хайнлайн в диалоге со своим веком» (в блоге Паттерсона указано, что он начал написание в 2000 году). Рецензенты отмечали огромную источниковедческую фундированность и исключительную подробность жизнеописания, хотя и отмечали некритический подход к герою повествования. «Паттерсон создал прямолинейное повествование без анализа, позволяя фактам говорить самим за себя». Встречались и откровенно негативные определения двухтомника Паттерсона как агиографии. В 2001 году У. Паттерсон и Эндрю Торнтон выпустили отдельное исследование романа «Чужак в чужой стране», в котором попытались пересмотреть сложившийся взгляд критиков НФ на Хайнлайна из-за стремления «навязать литературному материалу собственные взгляды» и игнорирование «очевидных фактов». Рецензент Дэвид Самуэльсон утверждал, что Паттерсону и Торнтону удалось продемонстрировать, что в области гуманитарных наук Хайнлайн был самоучкой и до конца жизни сохранил «викторианскую антипатию к модернизму» и грешил ужасающими пробелами в восприятии культуры, из-за чего его «постоянно искушали чудаки и шарлатаны от Успенского и Коржибского до Чарльза Форта». В мировоззрении Хайнлайна конфликтовали между собой «либертарианские и авторитарные импульсы» на фоне неизменного прагматизма. Поскольку он писал быстро и редактировал свои романы только под давлением редакторов и издателей, он небрежно относился к увязыванию деталей и последовательности сюжета, что неизменно приводит к разночтениям в интерпретации. Паттерсон и Торнтон стремились на основе архивных материалов раскрыть намерения Хайнлайна при написании романа, не отрицая того, что «допускает сам текст» при стороннем прочтении; в итоге это приводит к дидактизму и упрощенчеству, «недоверию к читателю».
В 2014 году вышел критический обзор «Наследие Хайнлайна» Томаса Клэресона и Джо Сандерса. Рецензенты отмечали, что данная монография в известной мере запоздала, ибо Клэресон, скончавшийся в 1993 году, успел написать три главы (примерно четверть текста), остальное (пять глав и пересмотр имевшихся) завершил Сандерс. Книга получила одобрение Джерома Винтера, который отметил, что Клэресон и Сандерс представили аналитическую работу и работу с контекстом, а не простой пересказ сюжетов. Впрочем, Артур Гловатый сетовал, что Клэресон и Сандерс не сумели ответить на вопрос о популярности у публики поздних романов Хайнлайна, которые были полностью разгромлены профессиональными критиками. «…Почему миллионы людей хотят читать о том, каково быть плодом воображения Хайнлайна?». В 2019 году вышла монография Ф. Мендлезон «Приятная профессия Роберта Хайнлайна». Рецензенты отмечали, что исследовательница настаивала на необходимости комплексного подхода к творчеству писателя, дабы избавить его от прижизненной перехваленности или гиперкритики, ибо сменилось поколение его читателей и рецензентов. «Его ошибки были более поучительны, чем триумфы большинства писателей, и его значение для литературы не нуждается в защите».
Австралийский философ и критик Рассел Блэкфорд в 2015 году сетовал, что исследователи-фантастоведы и критики научной фантастики стали упускать из виду достижения Хайнлайна, широту его творческого диапазона и значение для истории литературы. «Блэквелловский путеводитель по научной фантастике» 2005 года игнорировал Хайнлайна, хотя включал главу о Г. Игане, написанную самим Блэкфордом.

### Место в литературе
Наряду с Айзеком Азимовым и Артуром Кларком, Роберт Хайнлайн оценивается как один из трёх Великих Мастеров фантастики, он признавался первым в этой тройке. Он был одним из ярких представителей Золотого века научной фантастики и начало его карьеры было тесно связано с редактором Astounding Science Fiction Джоном Кэмпбеллом.
Известность пришла к Хайнлайну очень рано. Уже в 1953 году при опросе ведущих НФ-авторов того времени, он указывался как наиболее влиятельный современный автор. В 1974 году его первым из всех писателей-фантастов удостоили Damon Knight Memorial Grand Master Award за прижизненные заслуги перед научной фантастикой. Критик Джеймс Гиффорд писал: «Хотя многие другие авторы превзошли Хайнлайна по результативности, мало кто может утверждать, что оказал настолько обширное и продуктивное влияние на жанр, как он. Десятки писателей-фантастов довоенного Золотого века по сей день с неприкрытым энтузиазмом доверяются Хайнлайну ради развития собственной карьеры, формирования своего стиля и сюжетов».
Хайнлайн внёс свой вклад и в освоение космоса. В снятом по его сценарию фильме 1950 года «Место назначения — Луна» пропагандируется идея космической гонки с Советским Союзом, за десять лет до того, как это явление стало узнаваемым, при этом фильм продвигался посредством беспрецедентной рекламной кампании в печатных изданиях. Многие астронавты и другие лица, причастные к космической программе США, вдохновлялись творчеством Роберта Хайнлайна, например его повестью «Человек, который продал Луну».
Всего за 48 лет писательской карьеры Хайнлайн создал 33 романа (считая два опубликованных посмертно, один из которых в соавторстве), 59 рассказов и 16 сборников произведений. По мотивам его сочинений снято 4 кинофильма, 2 телесериала, создано несколько радиопостановок и пр.
В СССР Хайнлайн впервые был переведён ещё в 1944 году, однако к 1990 году число изданий Хайнлайна на русском языке не превышало 20. В основном это были рассказы, только в 1977 году в журнале «Вокруг света» (№ 1−5) был опубликован роман «Пасынки Вселенной». С 1990-х годов популярность писателя в России резко выросла (45 изданий в 1992 году, к 2003 — более 500), увидели свет несколько представительных собраний сочинений. Первым из них были «Миры Роберта Хайнлайна» в 25 томах.
В 2003 году организацией, ответственной за сохранение наследия Хайнлайна, была учреждена его именная премия, которая вручается за написание произведений, вдохновляющих людей на освоение космоса. Также существует литературная «Премия Райслинга» по имени героя рассказа «Зелёные холмы Земли» — космонавта, потерявшего зрение, но не космос и ставшего космическим бардом — присуждаемая за лучшее фантастическое произведение, написанное в поэтической форме.

### Комментарии
1. ↑  В некоторых ранних изданиях на русском языке второе имя передавалось как А́нсон, а фамилия — Хейнлейн.
2. ↑  Как установил биограф Уильям Паттерсон, фамилия Хайнляйн наиболее распространена в Баварии, её носители чаще всего католики. Роберт Хайнлайн интересовался своей генеалогией, делал запросы в германские архивы и нашёл самое раннее упоминание фамилии в документах из Трира 1290 года[11].
3. ↑  Фамилия Лайл восходила к норманнским поселенцам в Ирландии, происходя от слова L'Isle, и упоминается ещё с 1170-х годов. По устному семейному преданию, Лайлы переехали в Америку примерно в одно время с Хайнлайнами[12].
4. ↑  На Рождество 1924 года Роберт подвёл итоги своей трудовой деятельности в дневнике. В неполном списке значатся: дворник, продавец журналов, танцор в салуне, репетитор по математике, инженер-стажёр (в колледже), оператор телефонной станции, землемер[20].
5. ↑  Материалы переписки и дневник показывают, что социализация в Военно-морской академии нелегко давалась Хайнлайну: он отличался взрывным темпераментом, ещё в школе показав себя ярко выраженным одиночкой и худшим по поведению в классе. В Академии курсантам прививали аристократический образ жизни (например, по субботам подавались устрицы) и Роберт оказался «деревенщиной со Среднего Запада» среди утончённых джентльменов Восточного побережья. Со временем он выработал целый ряд принципов по выживанию, в числе которых были «заведи все знакомства, которые сможешь», «не будь ненадёжным», «в Риме веди себя как римлянин»[30]
6. ↑  При поступлении в потоке Хайнлайна было 409 юношей[24].
7. ↑  Исследовательница Фара Мендлезон[англ.] отмечала, что поставленный диагноз означал фактически, что Хайнлайн не страдал венерической болезнью; вероятно, это был герпес или хламидиоз. Бесплодие Роберта, который не имел детей в трёх браках и внебрачных связях, должно считаться очевидным[24]. Исследователь Джеймс Гиффорд отмечал, что из трёх братьев Хайнлайнов дети были только у одного[8].
8. ↑  Леслин родилась в Бостоне 29 августа 1904 года, но выросла в Лос-Анджелесе, где её мать стала практикующим теософом[52][53].
9. ↑  Работая как фотограф с обнажённой натурой, Леслин увлеклась нудизмом. Вслед за ней своим склонностям стал следовать и Роберт, они состояли в сообществе Элизиан-филдс в каньоне Топанга, а затем нашли клуб и в Денвере[55].
10. ↑  С Леслин Роберта познакомил его друг и однокашник по Аннаполису Калеб Лэннинг, который сам строил на неё матримониальные планы[52].
11. ↑  Военная карьера старших братьев Роберта сложилась удачнее: Рекс Хайнлайн служил до конца 1950-х годов в армии США, Лоуренс Хайнлайн также служил в сухопутной армии, ВВС и Национальной гвардии Миссури, дослужившись до звания генерал-майора[63][64].
12. ↑  У Леслин и Роберта состоялся так называемый «открытый брак», который не исключал связей на стороне. Впрочем, оба они были осторожны, и сам Хайнлайн так и не признался, с кем состоял в отношениях, даже своей третьей жене Вирджинии. У Леслин, увлекавшейся всякими нетрадиционными практиками, позднее был роман с Л. Роном Хаббардом. В целом У. Паттерсон полагал, что такого рода отношения в конце концов исчерпали себя и не приносили счастья обоим супругам[74].
13. ↑  Уже в 1938 году нефтяная отрасль Калифорнии испытывала кризис перепроизводства, при этом значительная часть нефтепродуктов экспортировалась в Японию, несмотря на неодобрение общественного мнения. Добровольная программа ограничений не сработала, в июле Законодательное собрание штата выдвинула программу консервации месторождений, которая вызвала сильное раздражение крупных нефтедобытчиков, и в ноябре была провалена на референдуме[80].
14. ↑  Дж. Гиффорд перечислял следующие псевдонимы и литературные имена Роберта Хайнлайна[8]:
  1. Энсон Макдональд (псевдоним предложен Дж. Кемпбелом, использовался для произведений, не входящих в «Историю будущего». Это также позволяло публиковать в одном номере Astounding два разных произведения Хайнлайна как принадлежащих разным авторам).
  2. Лайл Монро (составлен из фамилии деда и матери и фамилии президента. Хайнлайн не хотел ассоциировать себя с этим псевдонимом и для публикаций под этим именем завёл отдельный почтовый адрес).
  3. Калеб Сондерс (использовано имя друга-однокашника, псевдоним задействован в единственном рассказе «Иноздесь»).
  4. Джон Риверсайд (использован единственный раз для повести «Неприятная профессия Джонатана Хога», образован либо от города в Калифорнии, либо от набережной Гудзона, на которой повесть была написана).
  5. Саймон Йорк (использован единственный раз для детективного рассказа «Что вытворяют с зеркалами»; раскрыт Хайнлайном в 1980 году).

В переписке также упоминался псевдоним «Лесли Кит», по-видимому, так и не пригодившийся[8].
15. ↑  Литературные гонорары Роберт и Леслин единогласно пустили на выплату кредита по ипотеке за дом, в соображении, что с собственным жилищем смогут комфортно жить даже на военную пенсию Хайнлайна. Роберт вырезал гигантский картонный термометр, на котором обозначал сумму, оставшуюся к выплате. 24 февраля 1940 года, когда пришёл гонорар за «Взрыв всегда возможен», Хайнлайны устроили праздник торжественного сожжения термометра[83].
16. ↑  Главным её увлечением было фигурное катание, которым В. Герстенфельд занималась с 1938 года. Жених — Джордж Харрис — являлся её партнёром по балету на льду[104].
17. ↑  В период эмоционального и творческого кризиса, в 1947 году Хайнлайн предложил «пять правил коммерческого письма»[119]:

1. Ты должен писать.
2. Ты должен закончить то, что начал.
3. Ты должен воздерживаться от переписывания, кроме редакционной правки.
4. Ты должен выставить произведение на продажу.
5. Ты должен держать его на рынке, пока оно не будет продано.
18. ↑  Кемпбелл откровенно заявил, что все проблемы Хайнлайна объяснялись отсутствием у него детей. Судя по опубликованной переписке и материалам, обнаруженным У. Паттерсоном, Хайнлайн был бы не против усыновления, вдобавок, он всегда хорошо относился к младенцам и полагал, что главным смыслом семьи как института является воспитание детей. По-видимому, у Вирджинии тяга к материнству оказалась не слишком велика[24].
19. ↑  Квинсленд напомнил Хайнлайну Средний Запад времён его детства. В Сиднее писатель планировал пробыть не менее месяца, но в итоге из-за всех несостыковок с переездами пришлось ограничиться девятью днями, так как билеты в Новую Зеландию были заказаны заранее на 1 марта. Роберта разозлило, что австралийское законодательство запрещало продажу американских изданий, хотя обнаружил в магазине пиратское издание «Линии жизни». Несколько улучшило настроение Хайнлайна выступление перед Австралийским футурологическим обществом 25 февраля[131].
20. ↑  Советские визы были выданы на десять дней раньше планируемого срока. Путешествие началось из Колорадо-Спрингс 19 апреля 1960 года. Далее Роберт и Вирджиния летели из Нью-Йорка во Франкфурт, а далее в Прагу грузопассажирским самолётом афганской авиакомпании. Из Праги Хайнлайны следовали вместе с делегацией мексиканских парламентариев в Варшаву, и Роберт сообщал Спрэг де Кампу, что «поляки ненавидят русских с той же силой, с какой ненавидят немцев». Наконец Хайнлайны добрались до Москвы рейсом «Аэрофлота». В Москве супруги побывали в Большом театре на представлении «Евгения Онегина» и на утреннем показе балета «Конёк-Горбунок», а также раздобыли у маклера билеты на «Вишнёвый сад» во МХАТе. На первомайской демонстрации Роберт простудился и далеко не оправился до 4 мая, когда Хайнлайны полетели в Алма-Ату и добились посещения виноградарского колхоза имени сорокалетия Октябрьской Революции. Джинни поругалась с гидом-переводчиком из-за темы ГУЛАГа 5 мая, когда история с Пауэрсом была оглашена по всесоюзному радио. Путешествие по Средней Азии и Грузии было омрачено жарой; напротив, когда супруги прибыли авиарейсом из Тбилиси в Киев, там было холодно и дождливо, что стало причиной болезни Вирджинии. Из Киева американцы полетели в Вильнюс (15 мая, в воскресенье) и в тот же день проехали в Ригу[133].
21. ↑  С 23 января по 17 апреля 1980 года Роберт и Вирджиния находились в кругосветном круизе на лайнере «Роттердам», пересекли Тихий океан, посетили Гонконг, Манилу и Сингапур. Во время стоянки в Коломбо они провели два дня в гостях у Артура Кларка, который свозил американских друзей в Сигирию и устроил самолётную экскурсию на коралловые рифы. После возвращения они сразу поехали в Батлер на празднование Дня Роберта Хайнлайна, устроенного муниципалитетом[136].
22. ↑  С января по март 1982 года супруги Хайнлайн путешествовали на Дальний Восток. Японский издатель фантаста — Хаякава — устроил Хайнлайну встречу на красной дорожке, а затем Роберта и Джинни пригласили на свадьбу известного художника манги — Го Нагаи. Из Японии Хайнлайны решили проехать в Китай, ознакомившись с «политикой реформ и открытости». В Шанхае Роберта пригласили в местный институт иностранных языков и устроили встречу с китайскими фантастами. Внутрь страны американцы не поехали, отправившись в Гонконг и Манилу. В целом Китай не понравился, но произвёл более благоприятное впечатление, чем хрущёвский Советский Союз[138]. Поездка в Антарктиду состоялась через год — в январе 1983 года, из Пунта-Аренаса, где Хайнлайны собирались обогнуть ледяной материк через Море Беллинсгаузена до Моря Росса. Исследовательское судно «Линдблад Эксплорер» брало на борт туристов. Роберт и Вирджиния побывали на базе Мак-Мердо и оттуда вернулись в Новую Зеландию[139]
23. ↑  Судно «Линдблад Эксплорер» отправлялось в Северо-Западный проход и должно было преодолеть его за август, когда льды тают[141]. 19 августа 1985 года супруги Хайнлайн вылетели в Монреаль и сели на борт исследовательского судна в Сент-Джонсе на следующий день. «Линдблад Эксплорер» набирал пресную воду в Якобсхавне, откуда двинулось проливом Дэвиса до острова Бичи. Путешественники побывали на острове Йоа, где зимовал Амундсен, после чего их судно двигалось в паре с канадским ледоколом. Тяжёлые льды закончились на мысе Барроу, далее «Линдблад Эксплорер» двигался через Алеутские острова до Хоккайдо. Хайнлайны проехали в Токио, откуда через Северный полюс улетели в Аннаполис на 55-ю встречу выпускников Военно-морской академии 1929 года[142].
24. ↑  Стоимость аренды оборудования, которое постоянно снимало показания жизнедеятельности больного и транслировало их в режиме реального времени, составляла 750 долларов в сутки, не считая расходов на две бригады сиделок и медикаменты[143].
25. ↑  Фара Мендлезон подчёркивала, что для писателя, который непрерывно публиковался в течение пятидесяти лет и при этом так и не создавший ни одного целостного сериала, в наследии Хайнлайна очень много повторяющихся мотивов и тематических кластеров. Некоторые из них поверхностные, причём в самом буквальном смысле — это касается рыжих волос у главных героев и героинь. Впервые рыжеволосая героиня появилась в рассказе «Далила и космический монтажник», далее последовала бабушка Хейзел и близнецы Кастор и Поллукс «Семейства Стоун», Вики «Времени для звёзд», Лазарус Лонг, Морин Смит и их многочисленная родня. К числу поверхностных относится постоянный образ невнимательных родителей и проблемных детей («Корабль Галилео», «Астронавт Джонс», «Свободное владение Фарнхэма»). К числу сквозных персонажей относятся Лазарус Лонг и Энди Либби («Неудачник», «Дети Мафусаила» и романы «Мира как мифа»). Постоянным лейтмотивом ювенилий является чувство гражданской идентичности, в рамках её реализации можно выделить условный цикл про Космический патруль («Никудышное решение», «Долгая вахта», «Космический кадет»). Политические события в фантастическом мире позволяют выделить «имперскую пенталогию» — описание и исследование развития и распада земной колониальной империи в Солнечной системе («Космический кадет», «Небесный фермер», «Между планетами», «Двойник» и «Луна — суровая хозяйка»). Тема рабства пронизывает «Джерри — человек», «Логику империи», «Гражданина Галактики», «Свободное владение Фарнхэма», «Фрайди» и «Достаточно времени для любви». Хайнлайн никогда не расставался и с утопией, в чистом виде представленной «Нам, живущим» и «Там, за гранью». Закольцовывающей всё творчество Хайнлайна становится история доктора Пинеро (первый опубликованный рассказ «Линия жизни»). В романе «Дети Мафусаила» на приём к Пинеро, который предельно точно определяет время смерти человека, пришёл Лазарус Лонг, которому доктор молча вернул деньги. Эта же история упоминается в последнем романе «Уплыть за закат»[151].
26. ↑  В начале 1990-х годов в России было запущено в производство на менее пяти собраний сочинений Хайнлайна.  Серия «Миры Роберта Хайнлайна» издательства «Полярис» (1992-1994) была первым изданным на русском языке полным собранием сочинений автора, при этом в нём отсутствовали предисловия и какие-либо справочные материалы. Одновременно издательством Terra Fantastica выпускалось собрание сочинений Хайнлайна, задуманное как максимально полное, с привлечением лучших переводчиков, снабжённое иллюстрациями Яны Ашмариной и предисловиями и подробными комментариями Андрея Балабухи. После выхода пяти томов (1993-1994) издание было прекращено по финансовым причинам. Проект был продолжен в 2000-х годах совместно с издательством «Эксмо» при выпуске новых собраний сочинений Хайнлайна[189][190].